# Gerhard Bonnier
Gerhard Bonnier (født Gutkind Hirschel 21. oktober 1778 i Dresden, død 18. april 1862 i København) var en dansk forlagsboghandler.
Han voksede op i Dresden i en traditionel jødisk familie, som søn af bankier Loebel Salomon Hirschel (født 1744 eller 1745) og Feile Srasser. I efteråret 1801 flyttede han fra Dresden til København, og blev hurtigt indehaver af et lånebibliotek. I 1804 fik han tilladelse til at åbne en boghandel i Købmagergade. Et par år senere tog han navneforandring til Gerhard Bonnier, muligvis  efter en fransk myrdet adelsmand Antoine Bonnier d'Alco (1750-1799), udsending til fredskongressen i Rastatt.
Gift 23. december 1803 i Københavns Synagoge med Ester Elkan (20. marts 1781 i Helsingør - 16. september 1838 i København), datter af købmand, senere lærer Abraham Elkan (død 1801) og Jitche (død 1784).
Han er begravet på Mosaisk Nordre Begravelsesplads.
Han fik sønnerne Adolf (1806 - 1867), Albert (1820 - 1900), grundlægger af Albert Bonniers Förlag, og David Felix (1822 - 1881).